# Ordspråk
För andra betydelser, se Ordspråk (olika betydelser).

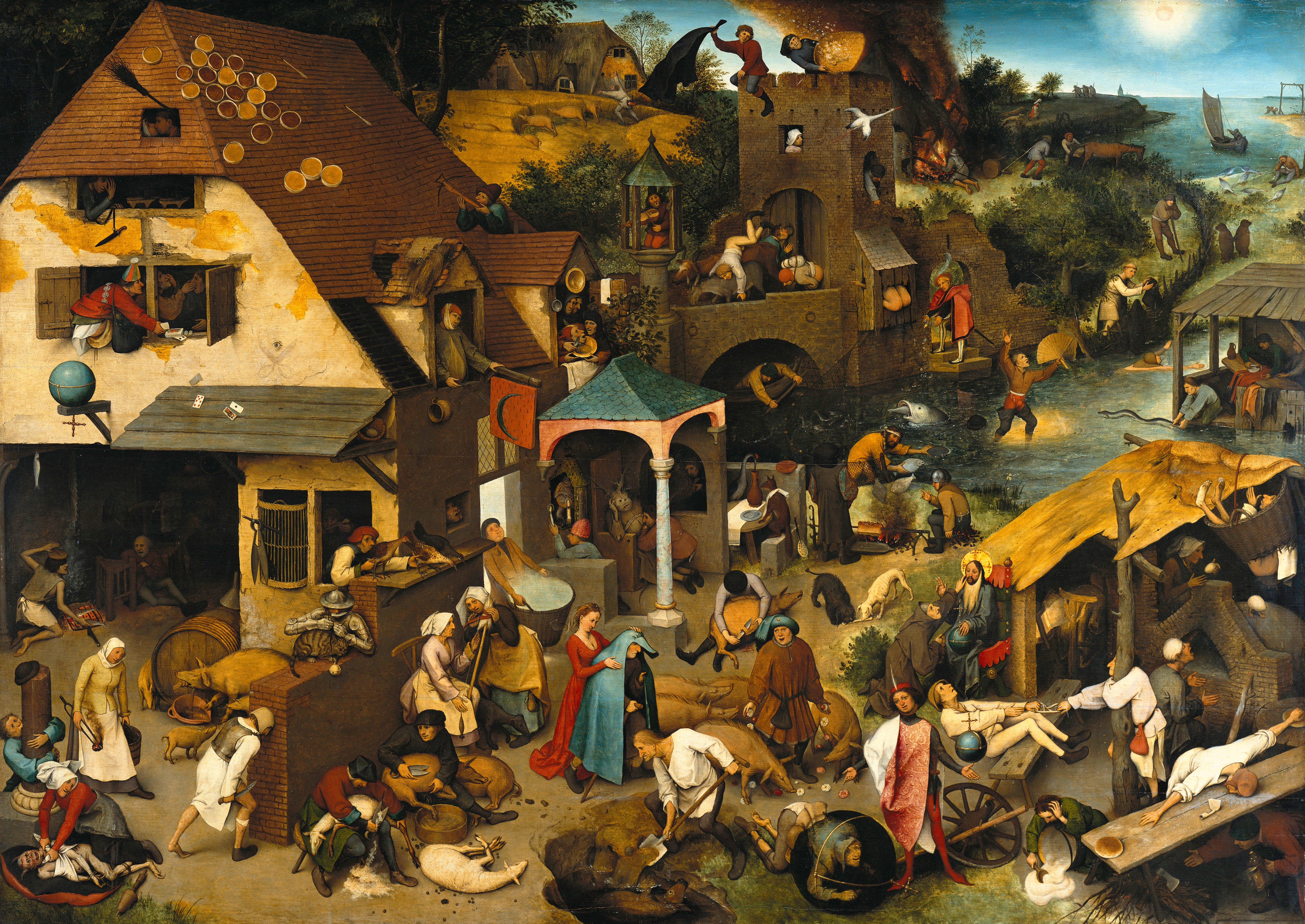
Målningen Nederländska ordspråk från 1559 av Pieter Bruegel d.ä. illustrerar flera ordspråk och idiom.

Ordspråk (latin: adagium) är korta, kärnfulla tänkespråk, ofta med slutrim eller bokstavsrim och ett talesätt i olika former av, ofta folklig, kortfattad och folklig sentensdiktning, ibland idiomatisk, som uttrycks (nästan regelbundet) i oförändrad grammatisk form oberoende av det sammanhang där det används. 
Svensk ordbok skriver följande om ordspråk och talesätt:
- ordspråk – kärnfullt, stående uttryck (ofta) med någon levnadsvisdom eller dylikt[1]
- talesätt – vedertagen, uttrycksfull stående fras som ofta rymmer någon koncentrerad visdom[2]
- uttryck – naturligt avgränsad följd av ord ofta med pregnant (kärnfull och utpräglad) utformning eller innehåll[3]

## Historia
Ordspråken kan sällan spåras till en viss person, eftersom de i regel är av mycket hög ålder, en del är flera tusen år. Ordspråken är framför allt en eurasisk och afrikansk företeelse och återfinns tidigt i de äldsta skriftkulturerna, bland annat hos sumererna. Den äldsta, kända samlingen av ordspråk finns på 4000 år gamla sumeriska lertavlor. De har varit särskilt populära bland främreorientaliska folk. Ett tidigt exempel är Ordspråksboken i Bibeln. Poetiska Eddans Hávamál vittnar om ordspråkens betydelse i fornnordisk tid. Somliga alltjämt vanligen använda ordspråk citeras redan av antika författare, till exempel "Så länge det finns liv finns det hopp".

## Funktion
Avsikten med ordspråk är att på ett enkelt sätt förmedla ett budskap eller en värdering man ställer sig bakom eller ge en extra tyngd i en argumentation genom användning av gamla lärdomar som visat sig hålla i längden. Ordspråken har spelat en viktig roll i det sociala livet och är också viktiga indikatorer på en kulturs värderingar och normer i allmänhet. Ordspråken tillhör de allra svåraste delarna att lära sig behärska när ett nytt språk ska läras in och kräver ofta djupa kunskaper om landets kultur, historia och inte minst i vilket sammanhang det är lämpligt att använda ett ordspråk.
Användning av väl valda ordspråk i rätt sammanhang anses i allmänhet som en indikation på att vederbörande har en hög allmänbildningsnivå och bra kunskaper i det aktuella språket och landets kultur. Många ordspråk är internationellt använda men andemening uttrycks ofta olika på olika språk beroende på kulturella skillnader men kan också bero på olika tolkningar när det inlånade ordspråket skulle översättas, som sedan fått leva kvar. I vissa fall sammanfaller ordspråken i olika länder och kan översättas direkt.

## Talesätt
En variant av ordspråk är talesätt – en vedertagen, uttrycksfull stående fras (som ofta rymmer någon koncentrerad visdom). Antalet vedertagna ordspråk är väsentligt mycket färre än talesätten som hela tiden ökar i takt med att språket utvecklas. Gamla talesätt försvinner successivt eller omformas efter modernare språkbruk. Många blir med tiden förvanskade genom missuppfattningar av den ursprungliga betydelsen till skillnad från de äldre, fixerade ordspråken där det ytterst sällan tillkommer nya formuleringar.

## Några exempel
- Borta bra men hemma bäst.
- Bättre en fågel i handen än tio i skogen.
- Bättre stämma i bäcken än i ån.
- Det dunkelt sagda är det dunkelt tänkta.
- Först till kvarn får först mala.